# 淺色眉眼蝶
淺色眉眼蝶（學名：Telinga mara），又名僧袈眉眼蝶、單環蝶、單眼紋蛇目蝶、單眼蛇目蝶、黑睫眉眼蝶。

## 描述
本種為中小型眼蝶，軀體背面暗褐，腹面灰白。前翅呈直角三角形，後翅扇形。翅背面暗褐色，外緣具淺色線紋，前翅CuA1室有一明顯眼紋，M1室常見小眼紋，後翅多無紋。
翅腹面淺褐色，佈有暗色細波紋與白色中央線紋。外緣有兩道線紋：內側寬且波狀，外側窄且帶狀。前翅M1與CuA1室各有眼紋，其他室也常見小眼紋；後翅外側有弧形眼紋列，CuA1室最大。翅基有暗色線紋，前翅為短線，後翅為彎曲線。
雄蝶後翅背面中室內外各有一黑色毛束。緣毛為白褐相間。

## 分佈
分佈於中國南部、中南半島、台灣。臺灣分佈於本島低至中海拔地區，北部較少見；

## 棲地
棲息於常綠闊葉林，一年多代。成蝶活動於陰暗林緣及林下，飛行緩慢，幼蟲取食多種禾本科植物葉片。